# 이스트로디언

이스트로디언

이스트로디언(영어: East Lothian, 스코트어: Aest Lowden, 스코틀랜드 게일어: Lodainn an Ear)은 스코틀랜드의 의회 구역으로 행정 중심지는 해딩턴이며 면적은 679km2, 인구는 100,000명(2010년 기준), 인구 밀도는 144명/km2이다. 에든버러, 미들로디언, 스코티시보더스와 접한다. 이곳은 존 녹스가 태어난 곳이다.